# Renfanesläktet
Renfanesläktet (Tanacetum) är ett släkte om cirka 160 arter i familjen korgblommiga växter. Arterna förekommer i Nordamerika, Europa, norra Afrika och Asien. Flera arter odlas.
Ett- till fleråriga örter, eller ibland halvbuskar. De flesta arterna är aromatiska. Stjälken är vanligen upprätt. Bladen är strödda, enkla eller flikiga, bladkanterna är tandade. Blomkorgar i kvastlik ställning, med eller utan strålblommor. Holkfjällen är tegellagda i tre rader, hinnkantade. Korgbotten är plattad och har inga fjäll mellan blommorna. Strålblommor vita, tunglika, honliga, saknas ibland. Diskblommorna är gula eller ljusbruna, rörlika, tvåkönade. Frukten saknar pensel. 

## Arter
Accepterade arter enligt The Plant List:

- Tanacetum abrotanifolium
- Tanacetum abrotanoides
- Tanacetum absinthium
- Tanacetum achillea
- Tanacetum achilleifolium
- Tanacetum afghanicum
- Tanacetum akinfiewii
- Tanacetum alatavicum
- Tanacetum alyssifolium
- Tanacetum annuum
- Tanacetum archibadii
- Tanacetum arctodzhungaricum
- Tanacetum argenteum
- Tanacetum argenteum
- Tanacetum argenteum
- Tanacetum argyranthemoides
- Tanacetum armenum
- Tanacetum artemisioides
- Tanacetum atkinsonii
- Tanacetum aucheri
- Tanacetum aucherianum
- Tanacetum audibertii
- Tanacetum aureum
- Tanacetum balsamita
- Tanacetum balsamitoides
- Tanacetum bamianicum
- Tanacetum barclayanum
- Tanacetum bipinnatum
- Tanacetum bocconii
- Tanacetum budjnurdense
- Tanacetum cadmeum
- Tanacetum canescens
- Tanacetum cappadocicum
- Tanacetum capusi
- Tanacetum caucasicum
- Tanacetum cilicicum
- Tanacetum cinerariifolium
- Tanacetum coccineum
- Tanacetum coccineum
- Tanacetum corymbosum
- Tanacetum corymbosum
- Tanacetum corymbosum
- Tanacetum corymbosum
- Tanacetum crassipes
- Tanacetum daghestanicum
- Tanacetum darwasicum
- Tanacetum densum
- Tanacetum depauperatum
- Tanacetum doabense
- Tanacetum dolichophyllum
- Tanacetum dumosum
- Tanacetum eginense
- Tanacetum elegantulum
- Tanacetum emodi
- Tanacetum eriobasis
- Tanacetum falconeri
- Tanacetum ferganensis
- Tanacetum ferulaceum
- Tanacetum freitagii
- Tanacetum germanicopolitanum
- Tanacetum ghoratense
- Tanacetum gilliatii
- Tanacetum gossypinum
- Tanacetum gracile
- Tanacetum gracilicaule
- Tanacetum griffithii
- Tanacetum grigorjewii
- Tanacetum haradjanii
- Tanacetum haussknechtii
- Tanacetum hedgei
- Tanacetum heterophyllum
- Tanacetum heterotomum
- Tanacetum hissaricum
- Tanacetum hololeucum
- Tanacetum karataviense
- Tanacetum karelinii
- Tanacetum khorassanicum
- Tanacetum kittaryanum
- Tanacetum kittaryanum
- Tanacetum kittaryanum
- Tanacetum kokanicum
- Tanacetum kotschyi
- Tanacetum kulbadica
- Tanacetum larvatum
- Tanacetum leptophyllum
- Tanacetum lingulatum
- Tanacetum macrophyllum
- Tanacetum marionii
- Tanacetum maymanense
- Tanacetum millefolium
- Tanacetum mindshelkense
- Tanacetum modestum
- Tanacetum mucronulatum
- Tanacetum mutellina
- Tanacetum nanum
- Tanacetum newesskyanum
- Tanacetum nitens
- Tanacetum nivale
- Tanacetum niveum
- Tanacetum nubigenum
- Tanacetum nuristanicum
- Tanacetum odessanum
- Tanacetum oltense
- Tanacetum oshanahanii
- Tanacetum oxystegium
- Tanacetum paczoskii
- Tanacetum pakistanicum
- Tanacetum paleaceum
- Tanacetum pamiricum
- Tanacetum paradoxum
- Tanacetum parthenifolium
- Tanacetum parthenium
- Tanacetum partmiciflorum
- Tanacetum persica
- Tanacetum peucedanifolium
- Tanacetum pinnatum
- Tanacetum pjataevae
- Tanacetum platyrachis
- Tanacetum polycephalum
- Tanacetum polycephalum
- Tanacetum polycephalum
- Tanacetum polycephalum
- Tanacetum polycephalum
- Tanacetum porphyrostephanum
- Tanacetum poteriifolium
- Tanacetum praeteritum
- Tanacetum pseudachillea
- Tanacetum ptarmiciflorum
- Tanacetum punctatum
- Tanacetum richterioides
- Tanacetum robustum
- Tanacetum rockii
- Tanacetum rupestre
- Tanacetum salicifolium
- Tanacetum salsugineum
- Tanacetum sanguineum
- Tanacetum santolina
- Tanacetum saxicola
- Tanacetum schugnanicum
- Tanacetum scopulorum
- Tanacetum semenovii
- Tanacetum sericeum
- Tanacetum siculum
- Tanacetum silaifolium
- Tanacetum silvicola
- Tanacetum sinaicum
- Tanacetum sinuatum
- Tanacetum sipikorense
- Tanacetum sorbifolium
- Tanacetum stapfianum
- Tanacetum stoliczkae
- Tanacetum submarginatum
- Tanacetum subsimile
- Tanacetum subsimilis
- Tanacetum tabrisianum
- Tanacetum tamrutense
- Tanacetum tanacetoides
- Tanacetum tenuifolium
- Tanacetum tenuisectum
- Tanacetum tenuissimum
- Tanacetum tirinense
- Tanacetum tomentellum
- Tanacetum tomentosum
- Tanacetum transiliense
- Tanacetum tricholobum
- Tanacetum tridactylites
- Tanacetum trifoliolatum
- Tanacetum tripinnatifidum
- Tanacetum turcomanicum
- Tanacetum ulutavicum
- Tanacetum umbelliferarum
- Tanacetum uniflorum
- Tanacetum vahlii
- Tanacetum virgatum
- Tanacetum vulgare
- Tanacetum walteri
- Tanacetum yabrudae
- Tanacetum zahlbruckneri
- Tanacetum zangezuricum

## Galleri

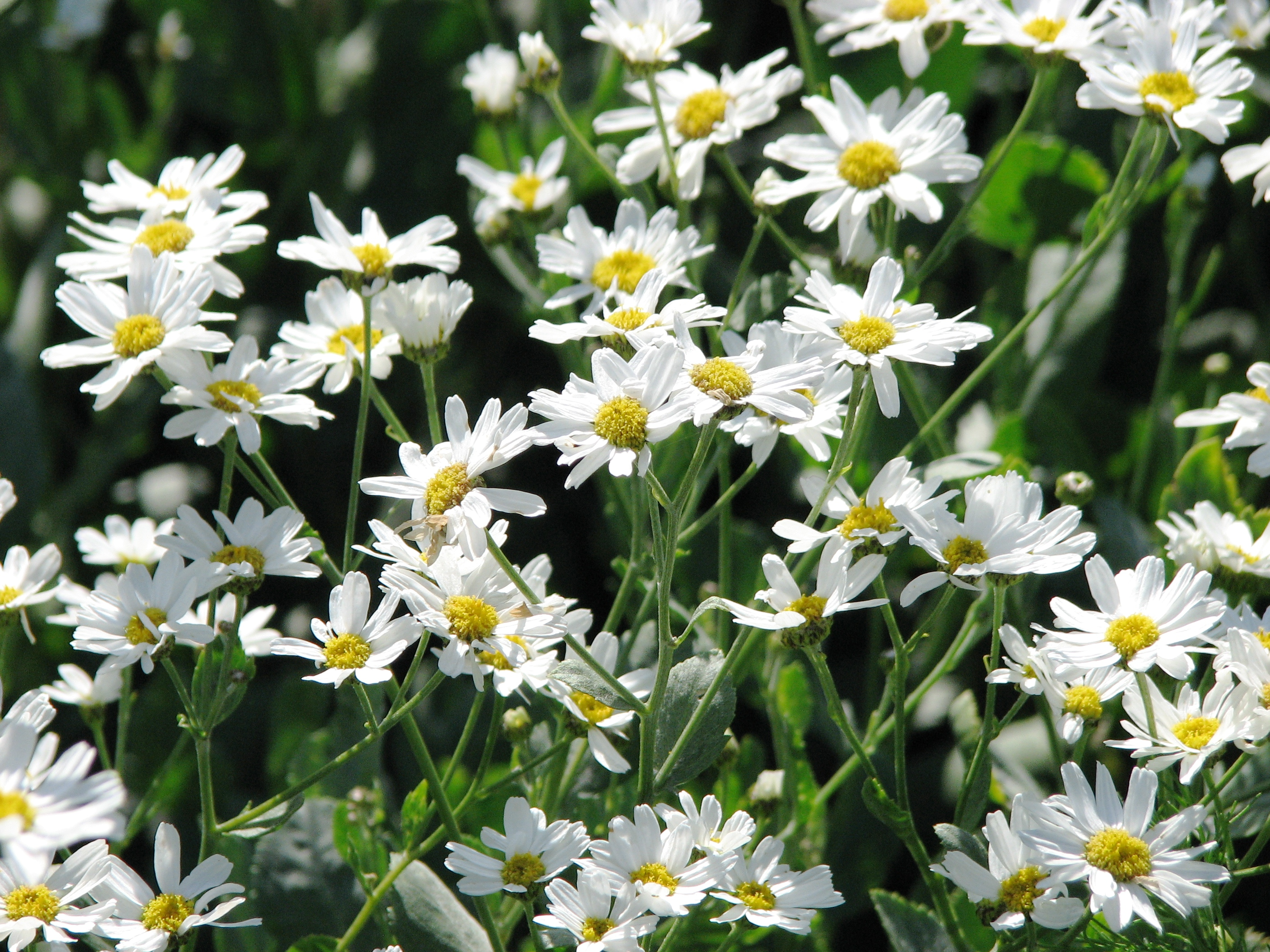
Tanacetum balsamita
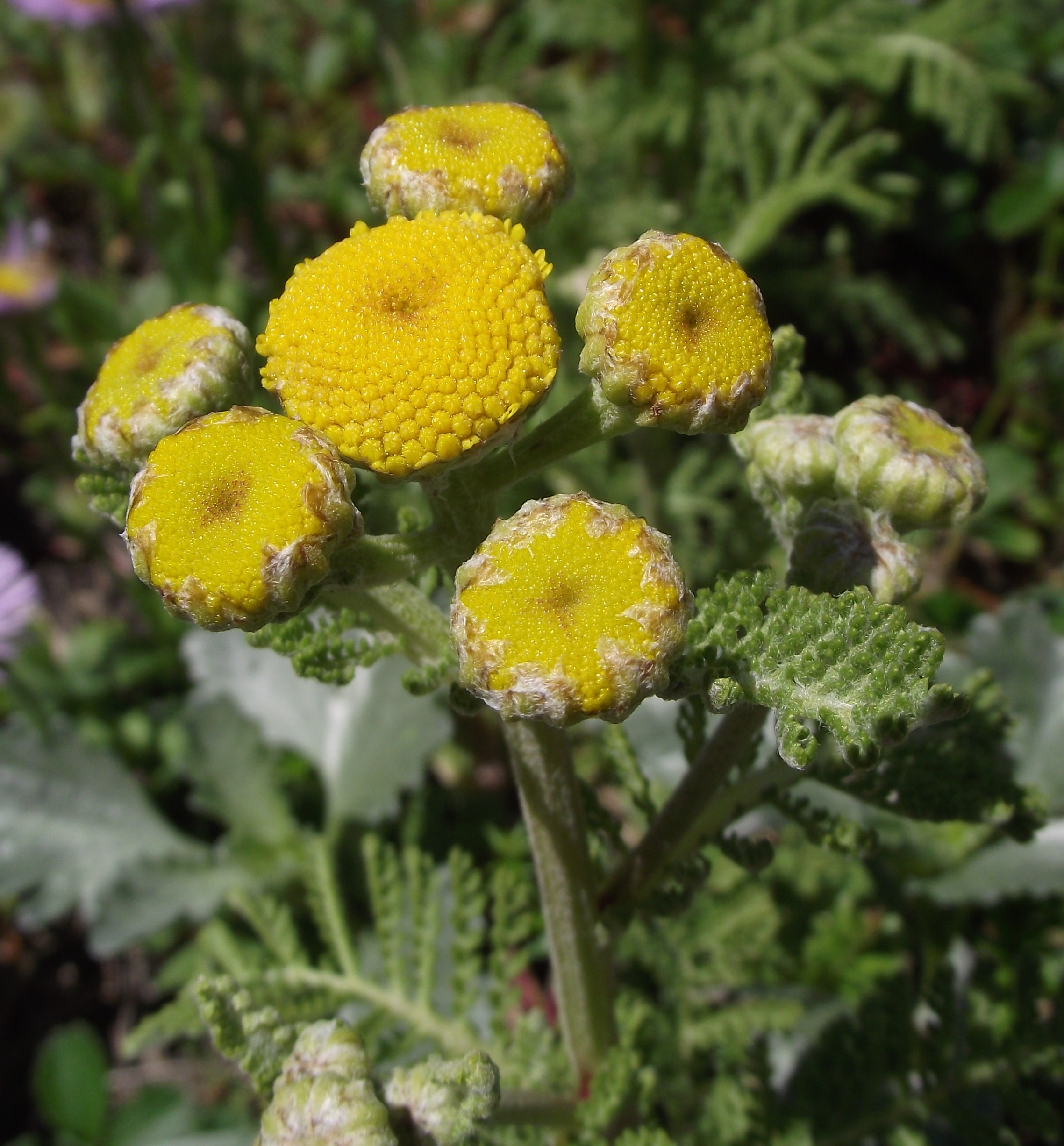
Tanacetum camphoratum
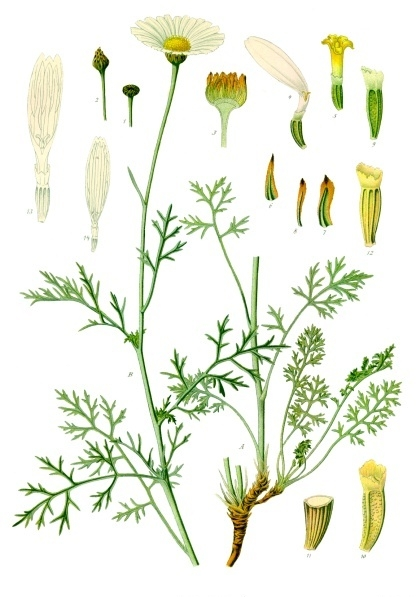
Tanacetum cinerariifolium
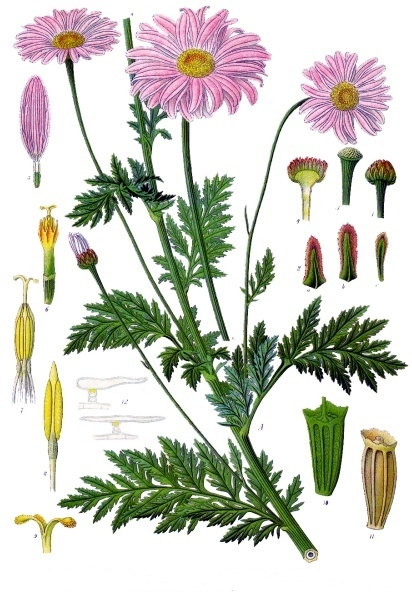
Tanacetum coccineum
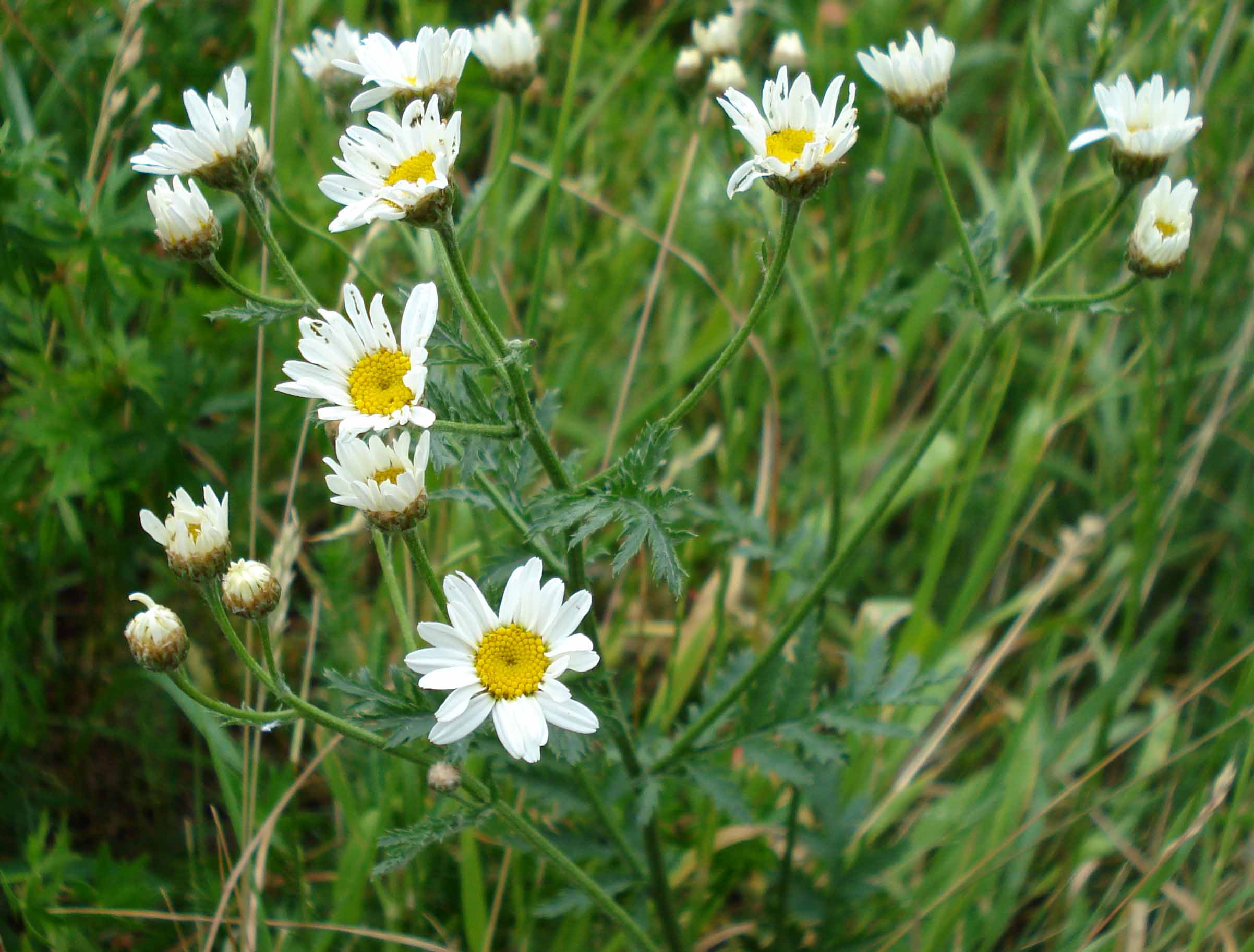
Tanacetum corymbosum
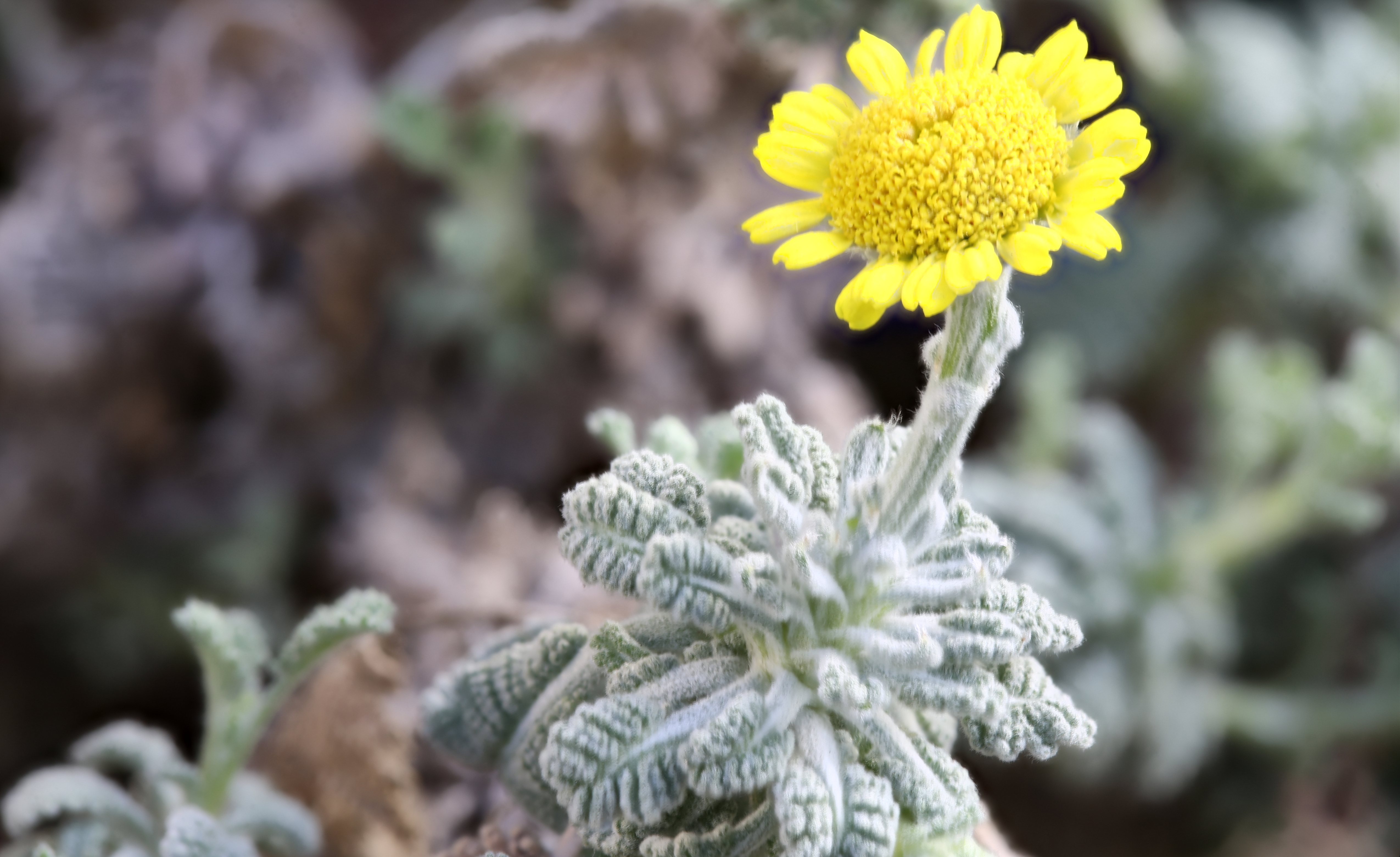
Tanacetum densum
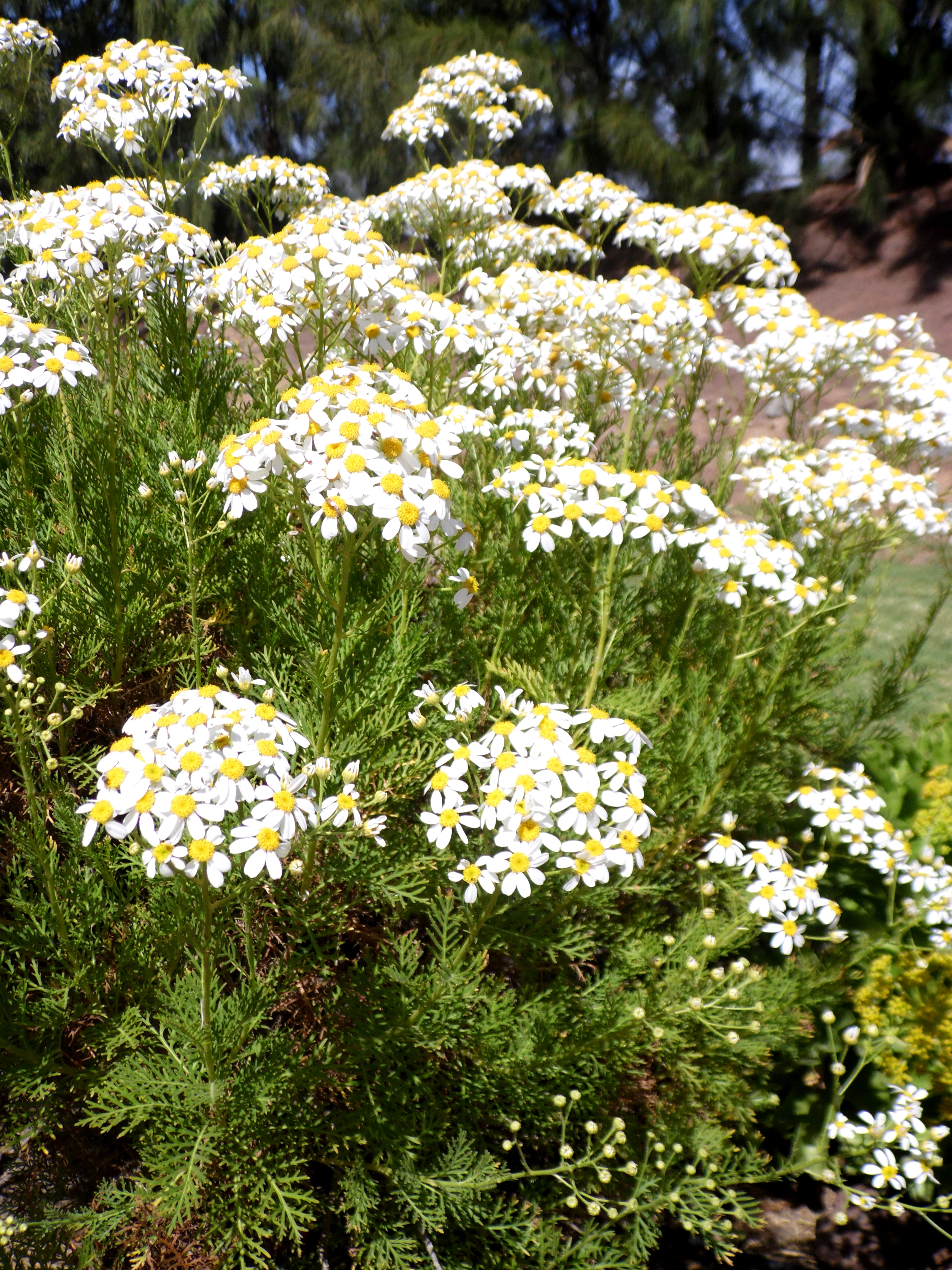
Tanacetum ferulaceum
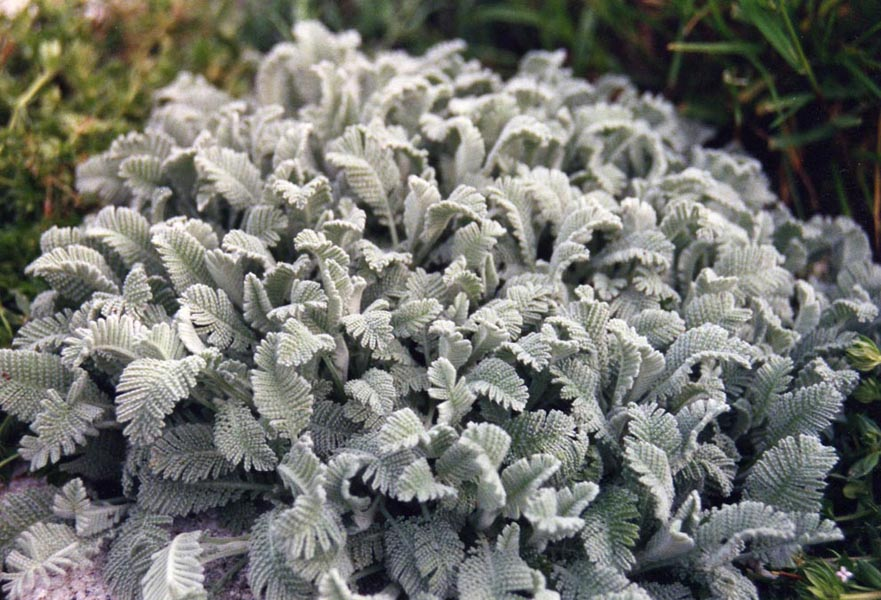
Tanacetum haradjanii
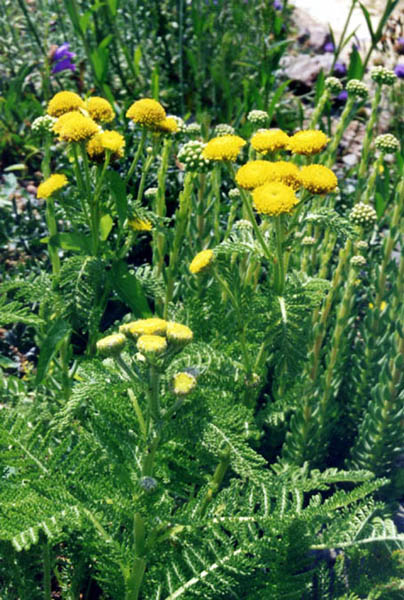
Tanacetum huronense
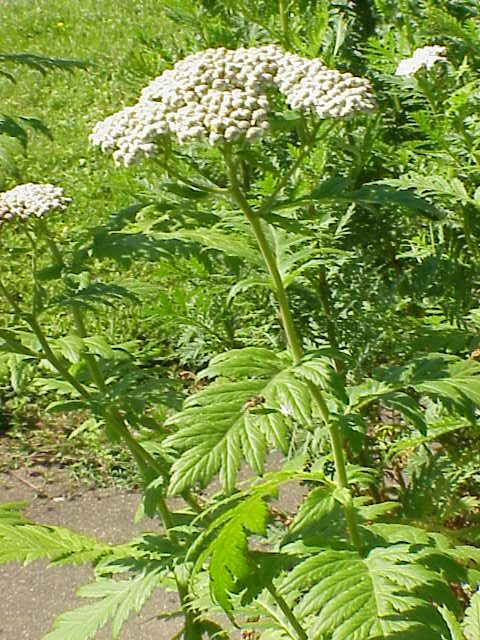
Tanacetum macrophyllum
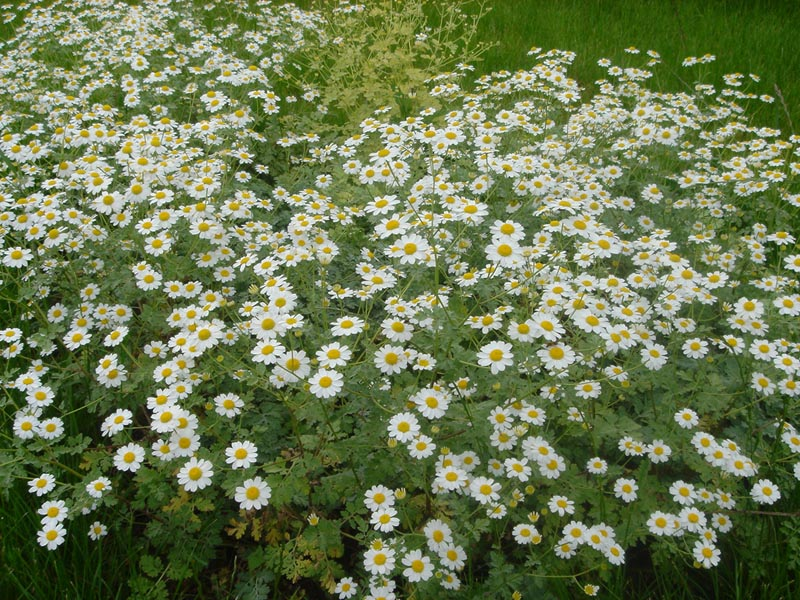
Tanacetum niveum
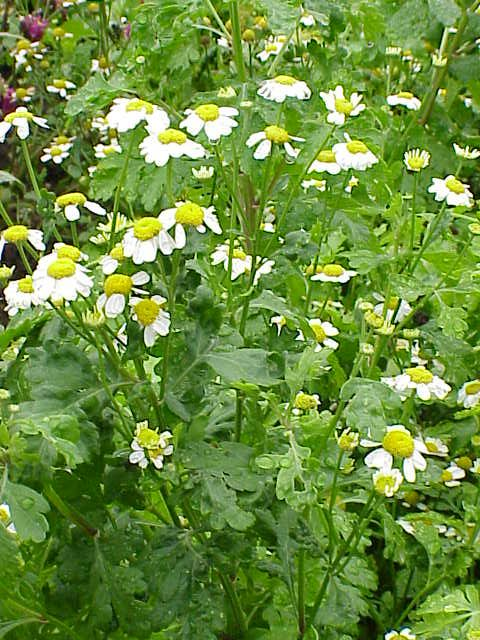
Tanacetum parthenium
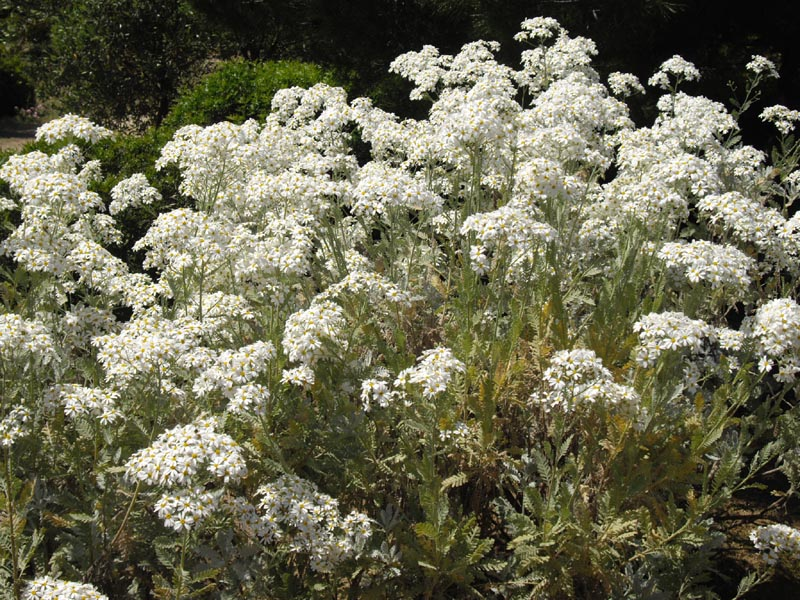
Tanacetum ptarmiciflorum
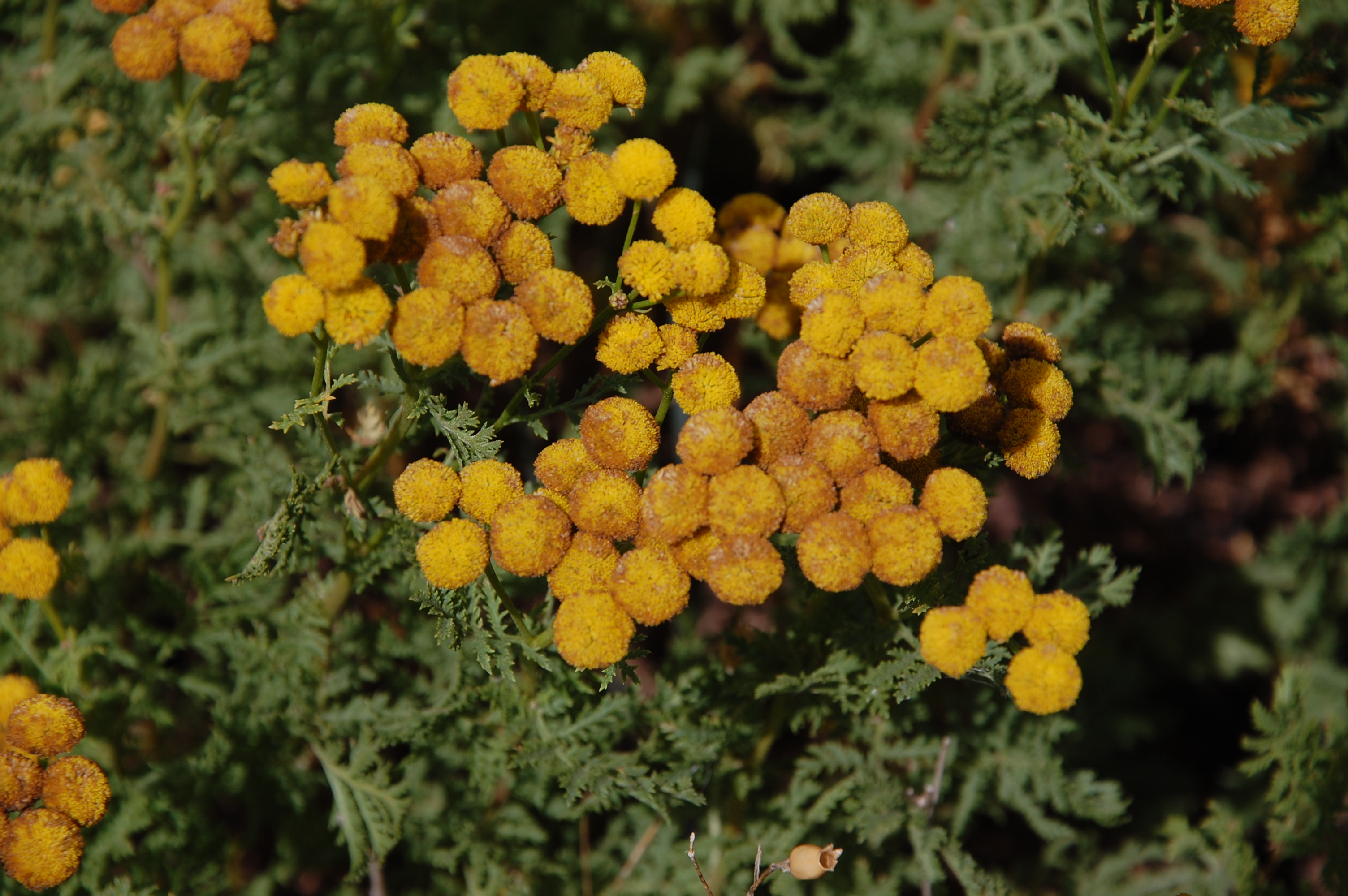
Tanacetum siculum
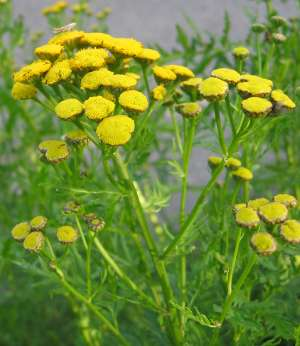
Tanacetum vulgare